# Campeonato Mundial de Xadrez de 2014
O match pelo Campeonato Mundial de Xadrez de 2014 foi um novo encontro entre o campeão mundial Magnus Carlsen e o vencedor do Torneio de Candidatos de 2014, o ex-campeão mundial Viswanathan Anand. Carlsen manteve o título de campeão mundial ao derrotar Anand por 6,5 a 4,5 em Sochi, na Rússia.

## Torneio de Candidatos de 2014
O Torneio de Candidatos ocorreu em Khanty-Mansiysk, Rússia, de 11 março a 1º abril e foi vencido pelo ex-campeão mundial Viswanathan Anand ao somar 8,5 pontos em 14 possíveis.
O critério da escolha dos oito participantes foi:
- O perdedor do match pelo Campeonato Mundial de Xadrez de 2013 Viswanathan Anand (IND);
- Os dois primeiros colocados na Copa do Mundo de Xadrez de 2013: Vladimir Kramnik (RUS) e Dmitry Andreikin (RUS);
- Os dois primeiros colocados no Grand Prix da FIDE 2012-2013: Veselin Topalov (BUL) e Shakhriyar Mamedyarov (AZE)
- Os dois jogadores com maior rating Elo (na lista entre agosto de 2012 e julho de 2013 FIDE): Sergey Karjakin (RUS) e  Levon Aronian (ARM)
- Uma convidado pela organização do Torneio: Peter Svidler (RUS)

| N° | Jogador               | Rating | 1   | 2   | 3   | 4   | 5   | 6   | 7   | 8   | Total |
| -- | --------------------- | ------ | --- | --- | --- | --- | --- | --- | --- | --- | ----- |
| 1  | Viswanathan Anand     | 2770   | --  | ½ ½ | ½ ½ | ½ ½ | 1 ½ | ½ ½ | 1 ½ | ½ 1 | 8½    |
| 2  | Sergey Karjakin       | 2766   | ½ ½ | --  | 0 1 | ½ ½ | ½ ½ | ½ 1 | 0 1 | ½ ½ | 7½    |
| 3  | Vladimir Kramnik      | 2787   | ½½  | 1 0 | --  | ½ ½ | 1 ½ | ½ 0 | ½ ½ | 0 1 | 7     |
| 4  | Dmitry Andreikin      | 2709   | ½ ½ | ½ ½ | ½ ½ | --  | 0 ½ | 0 ½ | ½ 1 | 1 ½ | 7     |
| 5  | Shakhriyar Mamedyarov | 2757   | 0 ½ | ½ ½ | 0 ½ | 1 ½ | --  | 1 ½ | 0 1 | ½ ½ | 7     |
| 6  | Peter Svidler         | 2758   | ½ ½ | ½ 0 | ½ 1 | 1 ½ | 0 ½ | --  | 0 ½ | 1 0 | 6½    |
| 7  | Levon Aronian         | 2830   | 0 ½ | 1 0 | ½ ½ | ½ 0 | 1 0 | 1 ½ | --  | ½ ½ | 6½    |
| 8  | Veselin Topalov       | 2785   | ½ 0 | ½ ½ | 1 0 | 0 ½ | ½ ½ | 0 1 | ½ ½ | --  | 6     |

## Match pelo título
O match foi disputado em uma melhor de 12 partidas. Se o encontro terminasse empatado na 12ª partida, partidas-desempate de xadrez rápido seriam disputadas. Carlsen obteve a pontuação vencedora de 6,5 pontos já na décima primeira, mantendo o título de campeão mundial. A bolsa de premiação da competição foi de 1 milhão de euros.
O controle de tempo foi de duas horas para os primeiros 40 lances, mais uma hora até o lance 60, e 15 minutos para o restante da partida, com um incremento de 30 segundos por lance a partir do lance 61.
| Jogador           | Rating | 1 | 2 | 3 | 4 | 5 | 6 | 7 | 8 | 9 | 10 | 11 | Total |
| ----------------- | ------ | - | - | - | - | - | - | - | - | - | -- | -- | ----- |
| Magnus Carlsen    | 2863   | ½ | 1 | 0 | ½ | ½ | 1 | ½ | ½ | ½ | ½  | 1  | 6½    |
| Viswanathan Anand | 2792   | ½ | 0 | 1 | ½ | ½ | 0 | ½ | ½ | ½ | ½  | 0  | 4½    |